# Георги Гръчев
Георги Тодоров Гръчев е български революционер, участник в Априлското въстание, Българското опълчение и Кресненско-Разложкото въстание.

## Биография
Гръчев е роден около 1854/1855 година в разложкото село Баня. В 1876 година заедно с брат си Иван Гръчев се включва в четата на поп Харитон Халачев, която се сражава по време на Априлското въстание в Дряновския манастир. След въстанието бяга в Румъния.
При избухването на Руско-турската война се записва в Българското опълчение на 4 май 1877 година и служи в 5-та рота на 4-та дружина. Участва в сраженията при Стара Загора, Шипка, Шейново и Тича. Награден е с медал.
След войната Гръчев взима участие в избухналото Кресненско-Разложко въстание и се сражава край родното си село.
Умира преди 1918 година.

## Памет
В село Баня, на фасада на кметството откъм улица „Ангел Даракчиев“, около 1973 – 1974 година е поставена паметна плоча на опълченците братя Иван и Георги Тодорови Гръчеви. Направена е от бял мрамор, а текстът върху нея гласи: „Братя Иван и Георги Гръчеви – едни от първите местни учители, участници в нац.-освободителните борби. Взели участие като опълченци на Шипка и в боевете при Стара Загора, а през 1878 г. вземат участие в Баненската буна“.